# Zagościniec (województwo mazowieckie)
Zagościniec – wieś w Polsce położona w województwie mazowieckim, w powiecie wołomińskim, w gminie Wołomin. Ma status sołectwa. Leży około 25 km od centrum Warszawy, na trasie linii kolejowej Warszawa – Białystok. We wsi znajduje się przystanek kolejowy Zagościniec.
W latach 1975–1998 miejscowość administracyjnie należała do województwa warszawskiego.
We wsi znajduje się szkoła podstawowa z boiskami do gry w koszykówkę i oddzielne do gry w piłkę nożną, parafia rzymskokatolicka pod wezwaniem Św. Ojca Pio (obecnie kaplica, kościół parafialny w budowie), ochotnicza straż pożarna oraz filia Miejskiej Biblioteki Publicznej im. Zofii Nałkowskiej w Wołominie.

## Komunikacja
We wsi znajduje się przystanek kolejowy Zagościniec, na którym zatrzymują się pociągi Kolei Mazowieckich w kierunkach: Warszawa Wileńska, Warszawa Zachodnia, Ostrołęka, Małkinia oraz pociągi InterRegio spółki PKP Przewozy Regionalne, kursujące na trasie Warszawa Zachodnia-Białystok.
Ponadto na terenie miejscowości funkcjonuje linia autobusowa kursująca na trasie Szpital Powiatowy w Wołominie-Zagościniec-Duczki-Szpital Powiatowy w Wołominie.